# Plathymenia (plante)
Genre
Synonymes
- Pirottantha Speg[2] .

Plathymenia est un genre de plantes à fleurs dicotylédones de la famille des Fabaceae, sous-famille des Mimosoideae. Ce sont des arbres originaires d'Amérique du Sud, qui comprend deux espèces acceptées.

## Liste d'espèces
Selon The Plant List (23 novembre 2018) :
- Plathymenia foliolosa Benth.
- Plathymenia reticulata Benth.